# Dendera
Dendera eller Dendra, är en by i Egypten, platsen för det fornegyptiska Enet, på grekiska Tentyra. Dendera är belägen på västra Nilstranden norr om Tebe.
Byn rymmer storslagna ruiner från den tid, då Dendera var huvudstad i den 6:e övreegyptiska nomos och medelpunkt för Hathorkulten. Det välbevarade Hathortemplet är i sin nuvarande form uppförd av de sista ptoleméerna och de första romerska kejsarna om avlösare av ett äldre tempel, som antas härröra får det gammalegyptiska rikets tid. Templen är ädelt i sina proportioner och rent i linjerna. I muren är inbyggda flera våningar över varandra 12 vidsträckta kryptor. Norr om Hathortemplet tiller ett "födelsehus", helgat åt Hathors son Har-sem-tawi, uppfört under kejsar Augusti tid. Därinvid ligger ruinerna av en koptisk kyrka.
Sedan 28 juli 2003 är Denderas ruiner tillsammans, med några andra tempel, uppsatt på Egyptens tentativa världsarvslista under namnet Faraoniska tempel i Övre Egypten från ptolemaiska och romerska perioderna.

## Bildgalleri

Dendera
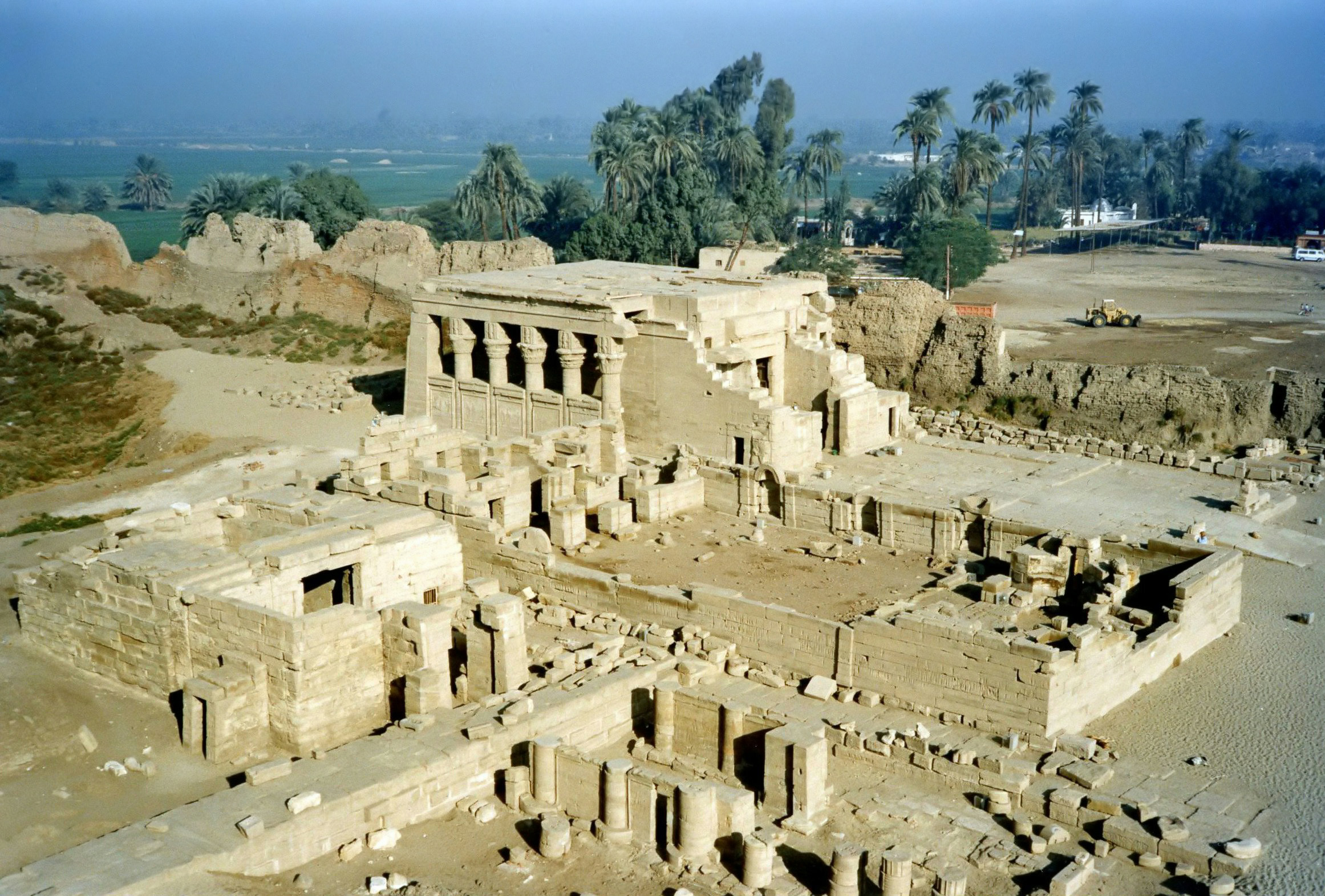
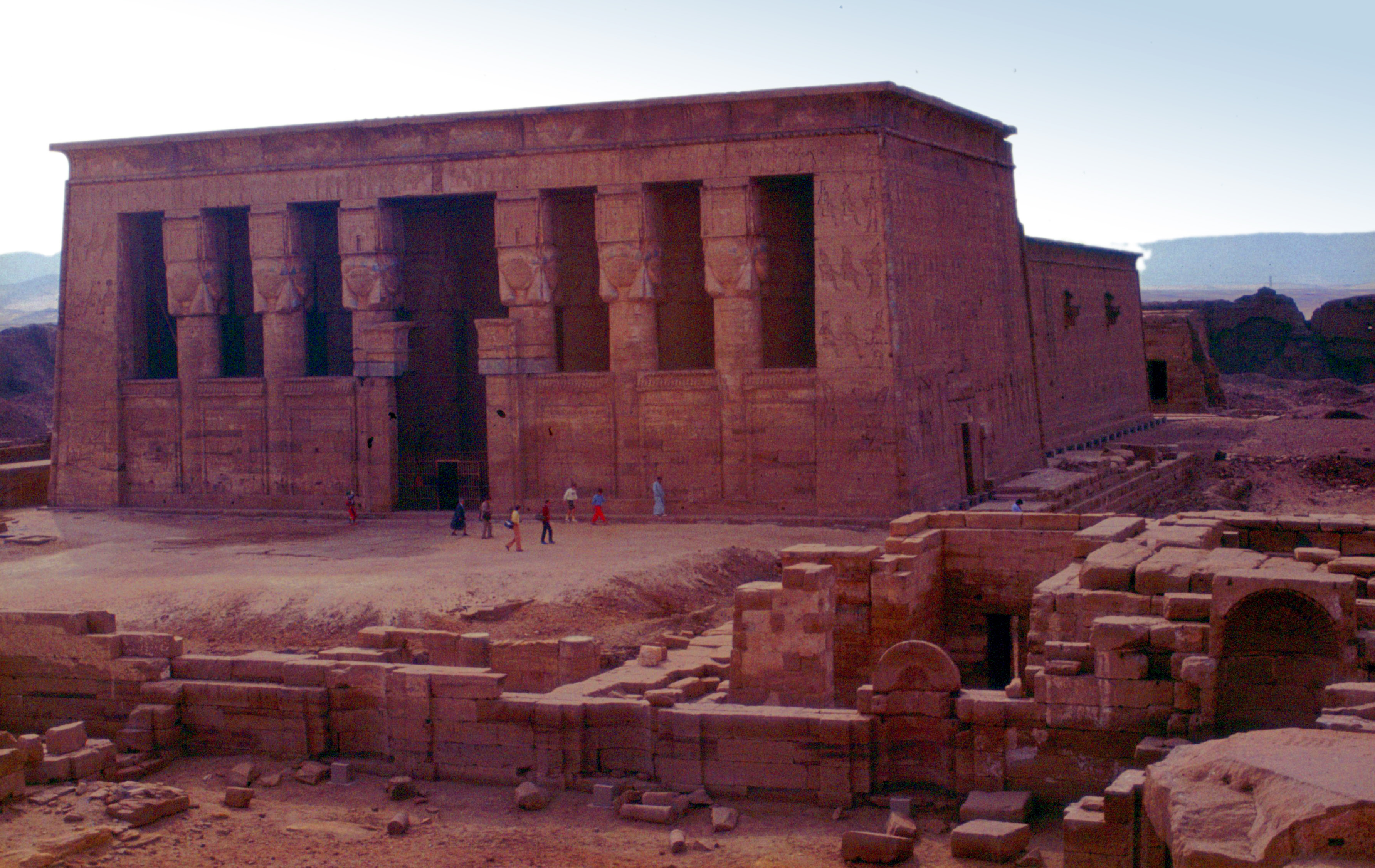
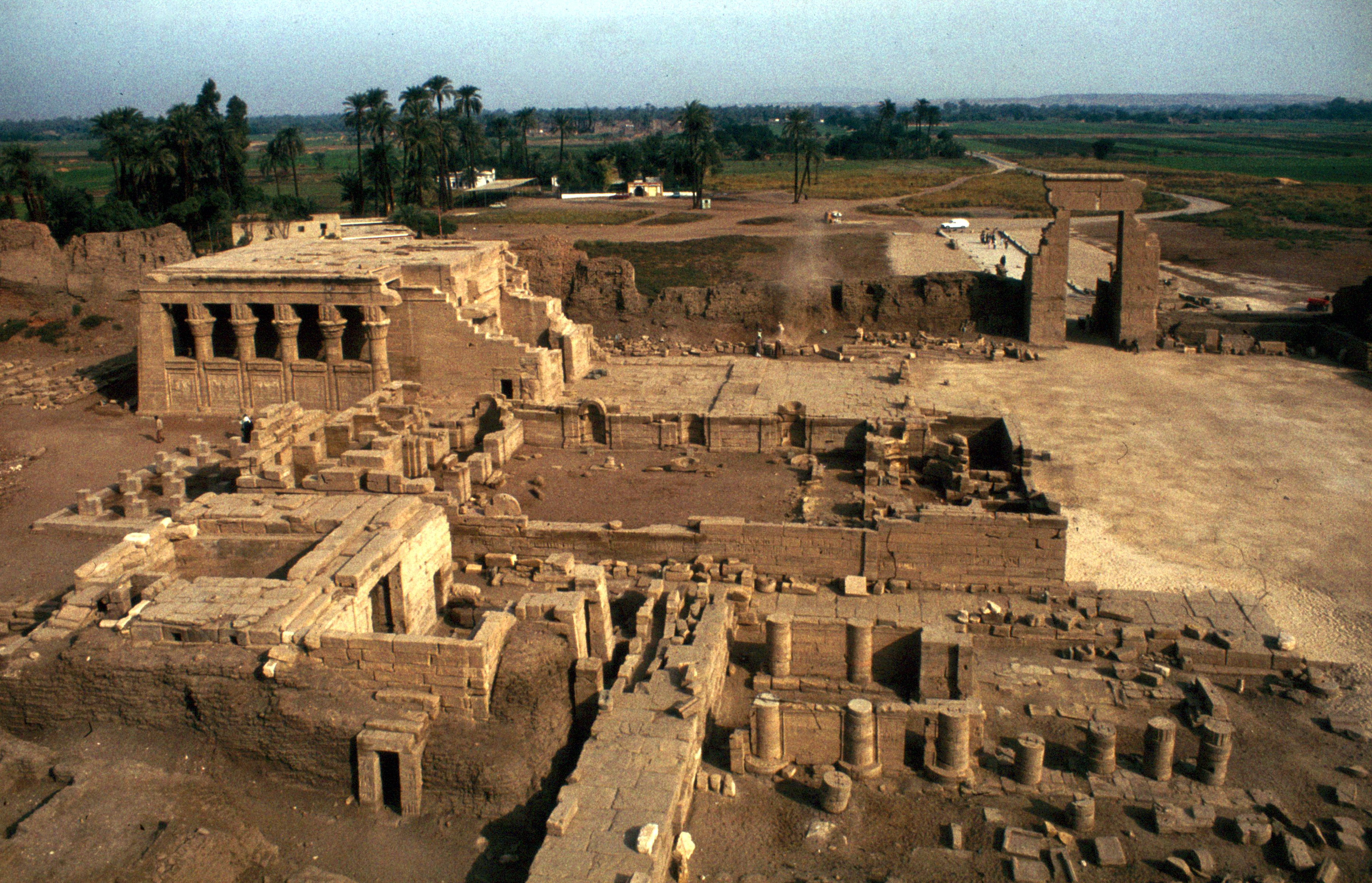
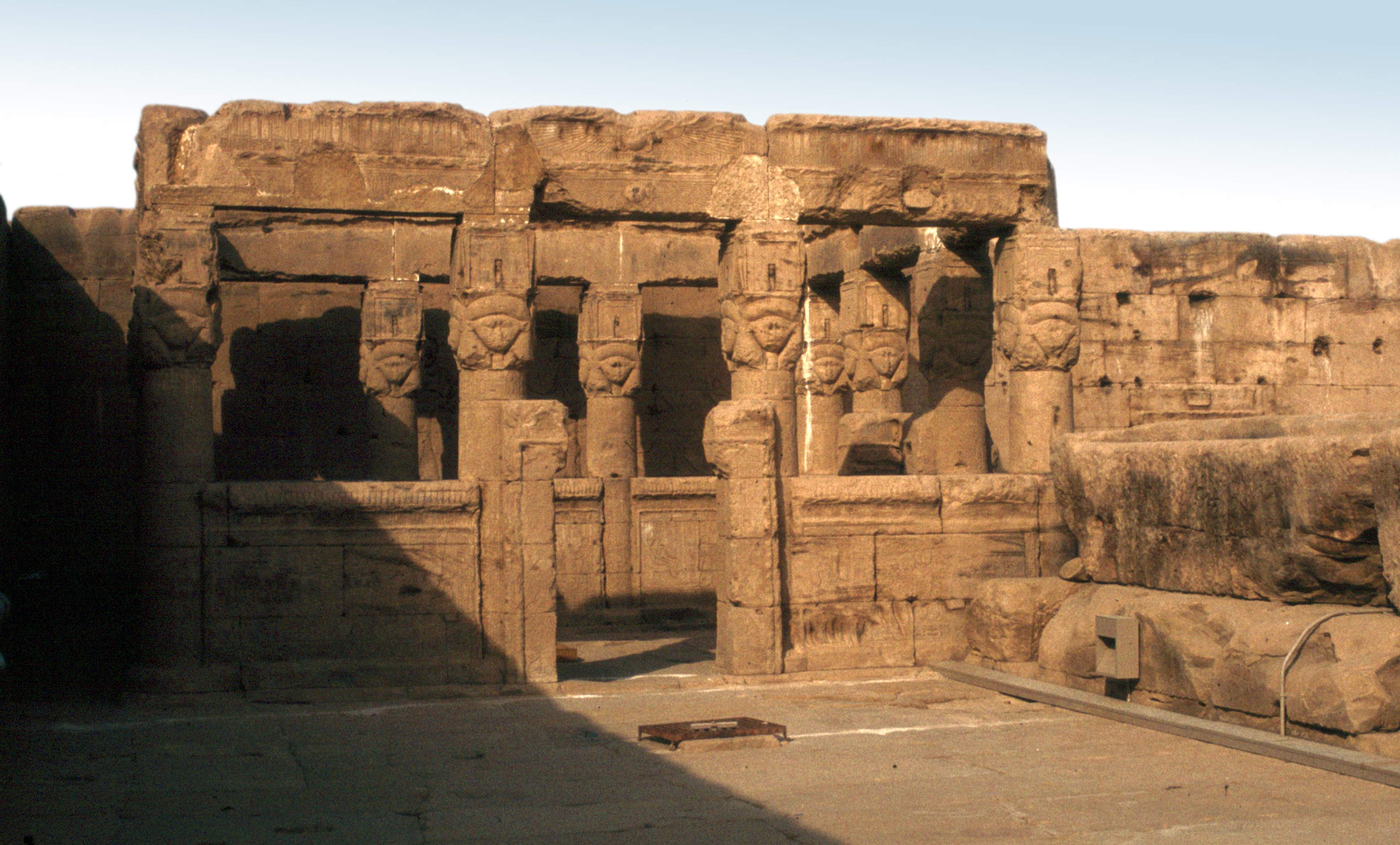
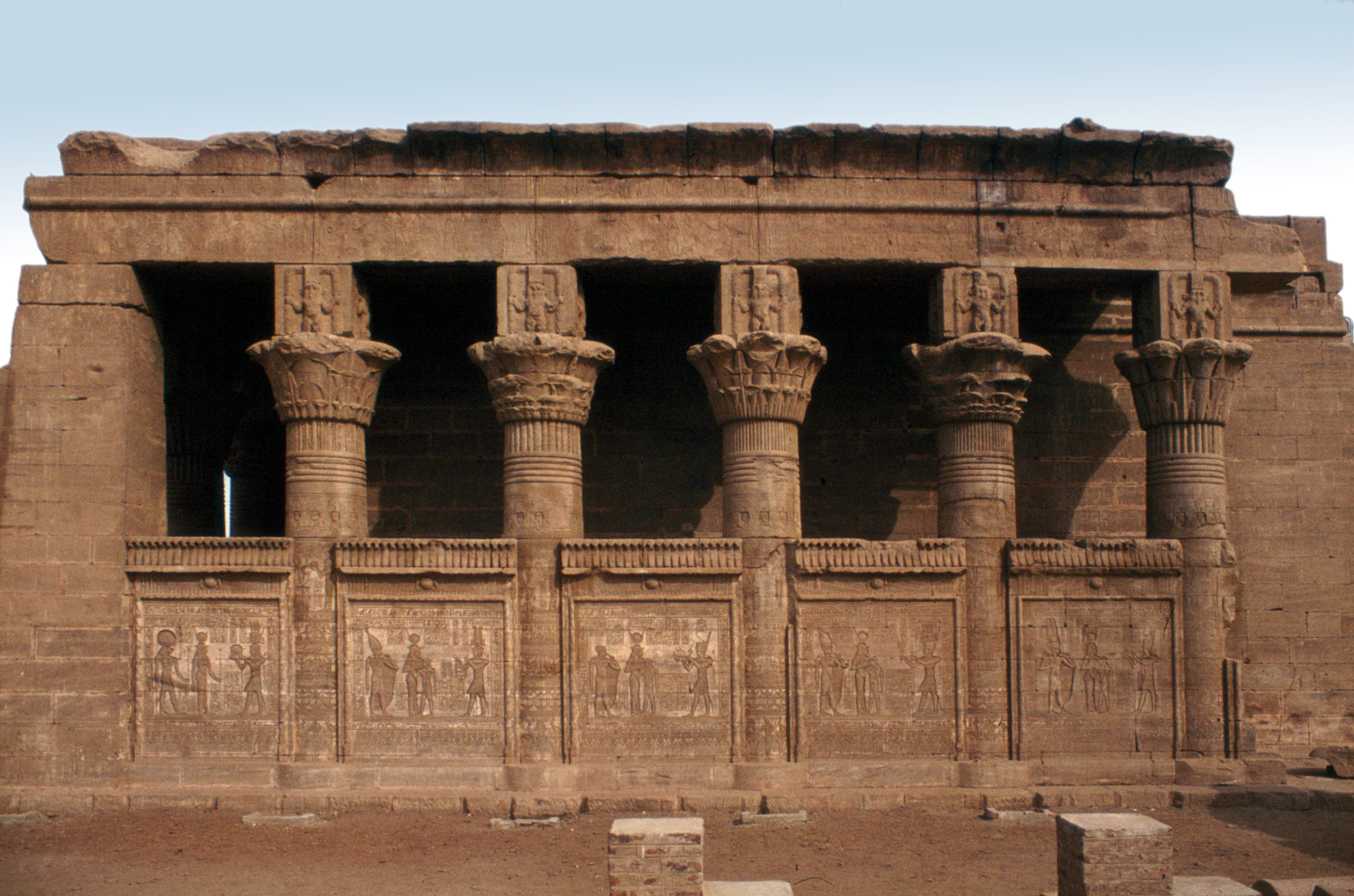
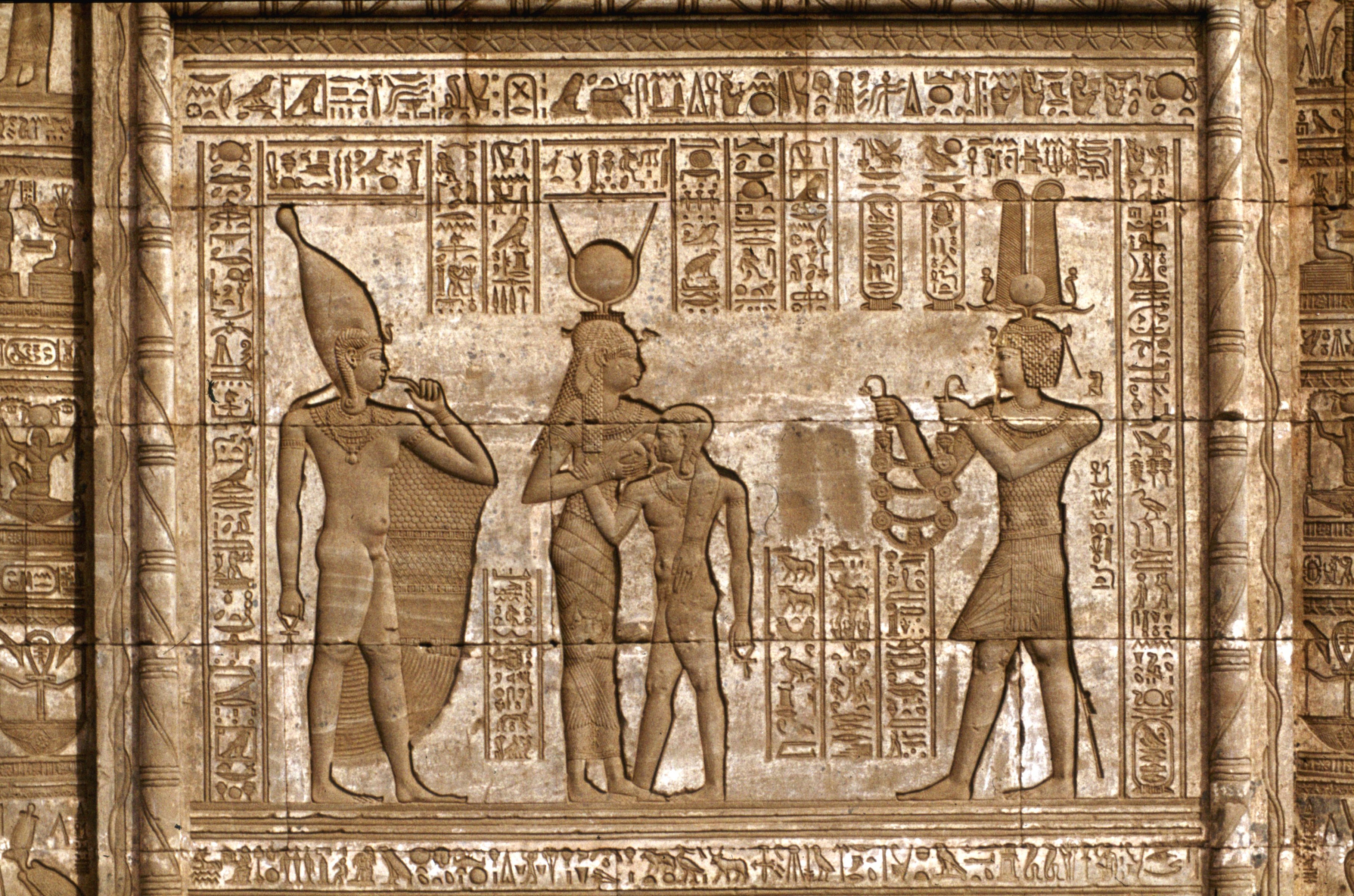
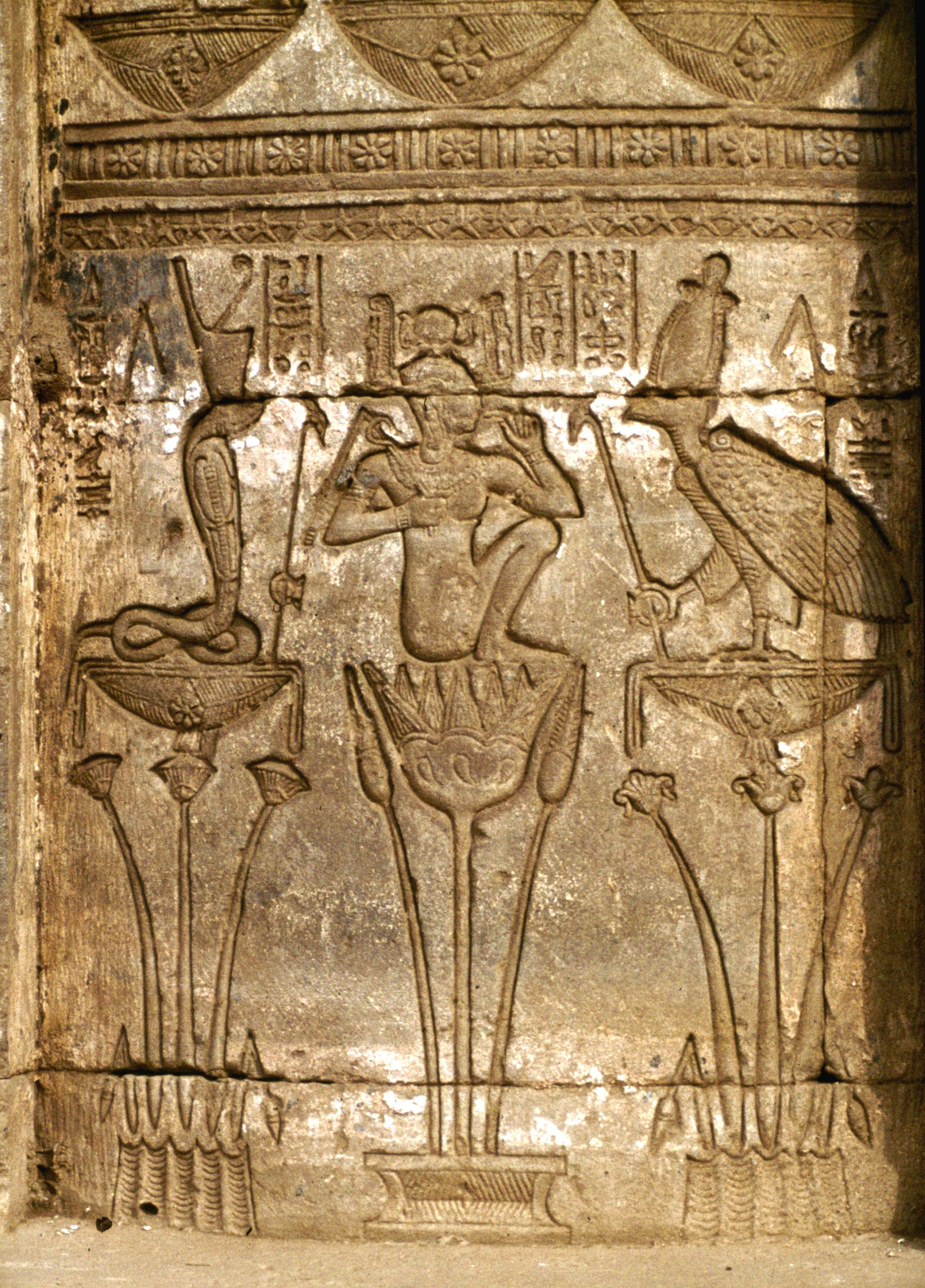
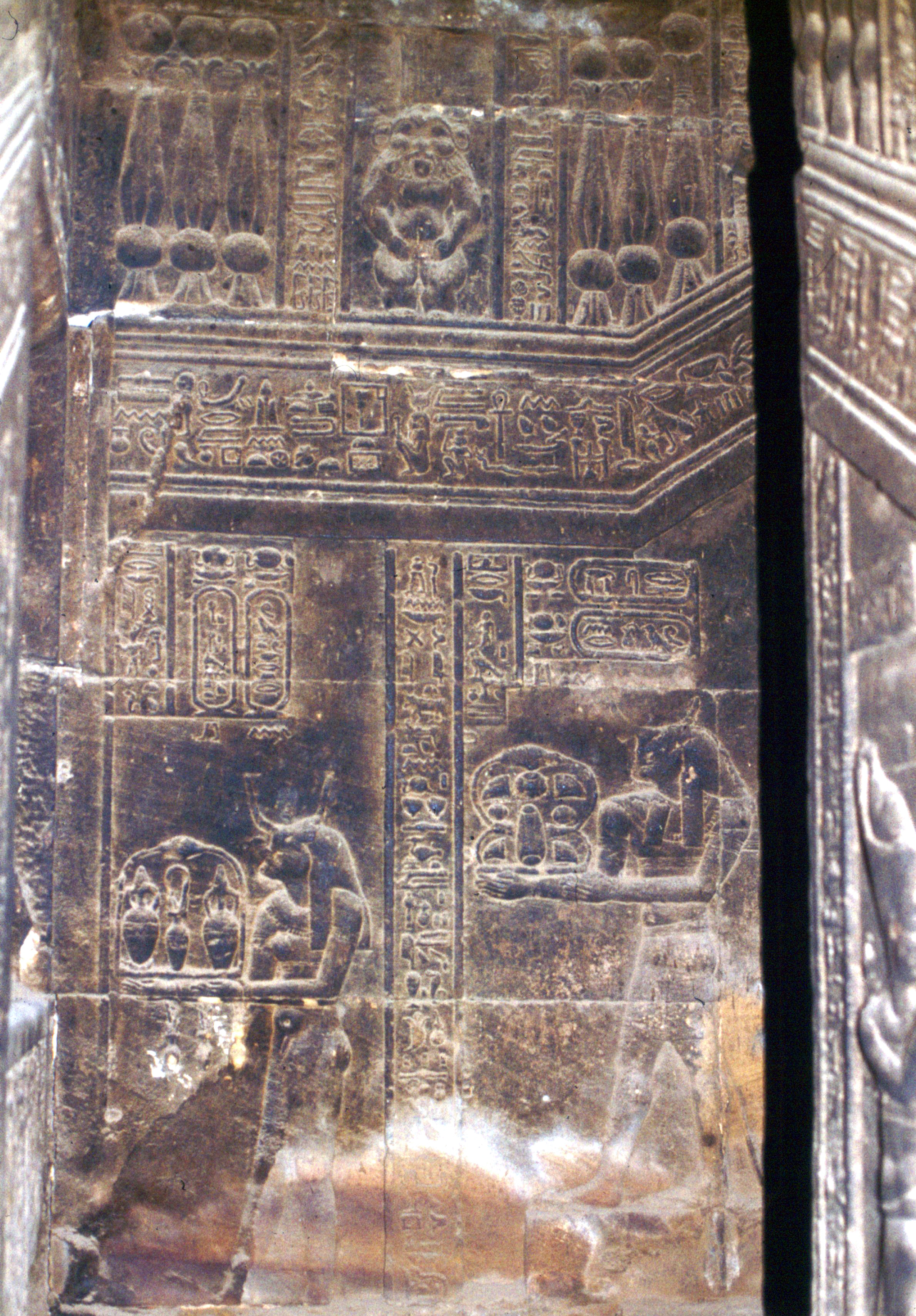